# Kovács Erzsi
Kovács Erzsi (Budapest, 1928. június 2. – Budapest, 2014. április 6.) EMeRTon-díjas magyar énekesnő, előadóművész, a magyar tánczene egyik meghatározó alakja, aki 1950-től kezdve aktívan részt vett a hazai zenei életben. Utolsó lemezét 79 évesen vette fel, Mosolyogva búcsúzom címmel.
Rejtély című könyvében Éliás Tibor énekes, Artisjus-díjas szerző beszélget vele életéről, művészi karrierjéről, az akkori magán- és művészi életéről. A felvett hanganyagot Csemer Gézával közösen rendezték sajtó alá 1990-ben és Éliás Tibor Nosztalgia Kulturális Kft.je, a Musica Hungarica Művészeti Kiadó adta ki.

## Élete
Apja Stégmüller Béla volt, édesanyja az Országos Magyar Tejszövetkezeti Központban dolgozott. Kovács Erzsi Budapesten, a János Kórház egyik mellékhelyiségében született meg, miután anyját az orvosa azzal küldte el, hogy túl korán jött, még nincs itt a szülés ideje. Családnevét édesanyja után kapta. Első férje Boros László zongorista, a második Komáromi Tibor, a harmadik Kékesi János volt.
Eleinte szórakozóhelyeken lépett fel, de már kezdőként többször Cziffra György kísérte zongorán.
1949-ben, 21 évesen ismerte meg Szűcs Sándort, az Újpesti TE labdarúgóját, akibe azonnal beleszeretett. Mindketten házasok voltak, viszonyuk tehát a közerkölccsel – és különösen a „szocialista embertípus” erkölcsével – ellentétesnek minősült, ezért a hatóságok a zaklatásukba kezdtek, hogy így provokálják ki nyugatra szökési kísérletüket, majd példastatuálással rettentsék el a kiváló magyar sportolókat a disszidálástól.
Ennek során Kovács Erzsi egyik (vélhetően mit sem sejtő) kollégája révén egy beépített ávós ügynökről sikerült elhitetni velük, hogy szakavatott embercsempész, aki biztonságosan kijuttatja őket Ausztriába, ahová a zaklatások elől, a nyugodtabb és boldogabb élet reményében kívánkoztak. Az illető ellenben egy Vas megyei zsákfaluba vezette őket, egyenesen a „zöld ávó” (a határőrség) és a rendőrök karmai közé. A disszidálási kísérlet ezzel nemcsak meghiúsult, de tragikus véget is ért: a szerelmespárt rögtön letartóztatták, Kovács Erzsi az 1951. május 19-én lezajlott zárt tárgyaláson 4 év börtönt kapott, Szűcs Sándort pedig, aki ekkor aktív rendőrtiszt volt, ráadásul a „csempész” kérésére még a szolgálati fegyverét is magával vitte, egy soha ki nem hirdetett, nem létező jogszabály alapján halálra ítélték. Szűcs nem kért kegyelmet; Puskás Ferenc és Szusza Ferenc közbenjárása ellenére a 29 éves focistát 1951 nyarán kivégezték.
Kovács Erzsi a börtönben többször volt kitéve kínzásoknak, megaláztatásoknak, sőt kényszermunkán is dolgoztatták a Csepel Autógyár építkezésén. Börtönévei alatt férje elhagyta és mindenéből kiforgatta. 1954-es szabadulása után először adminisztrátorként helyezkedett el, majd később visszatért az énekesi pályára. Németh Lehellel és a Holéczy együttessel járták az országot. Első nagyobb sikerét 1957-ben érte el a Régi óra halkan jár című dallal. 

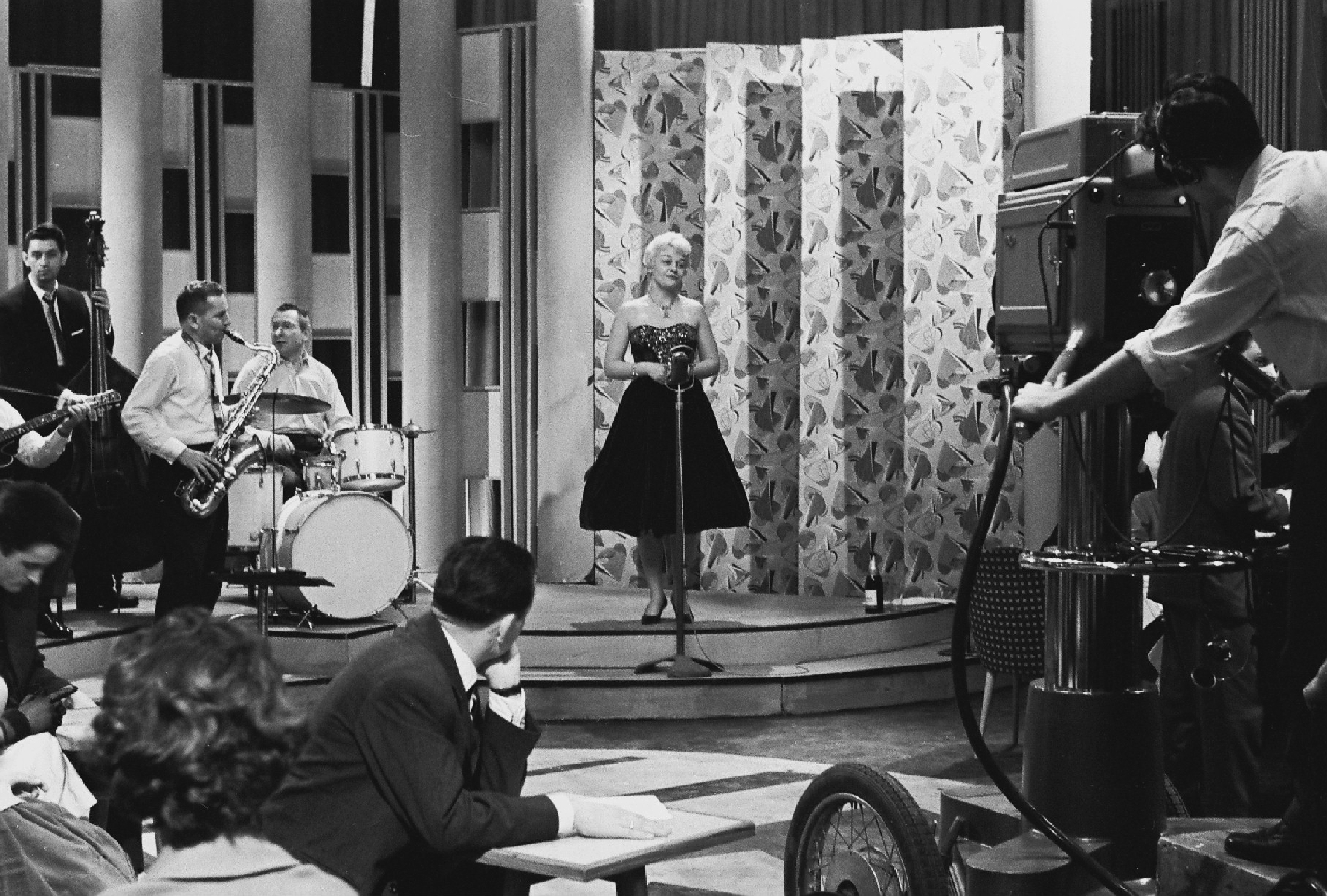
Kovács Erzsi a Magyar Televízió stúdiójában (1963)

1955-ben, amikor dalai már több mint 2,5 millió példányban jelentek meg, platinalemezt kapott. 1964-ben, miután a hanglemezgyár vezetése úgy döntött, hogy az énekesnő már nem kell a közönségnek, külföldre szerződött.
Külföldön mintegy 14 éven keresztül lépett fel, többek között Német- és Svédországban, valamint világjáró hajókon is énekelt. Miután hazatért, többnyire vidéken szerepelt, esztrádműsorokkal, gyakran Koós János társaságában. Az évtizedek során több önálló koncertje volt: fellépett a Budai Parkszínpadon, a Pesti Vigadóban és az Operettszínházban is. Utolsó lemezén hallható egy Dalida- és Milva-feldolgozás is.
2014. április 6-án hunyt el, áttétes tüdőrákban. Hamvait május 9-én 14 órakor a Fiumei úti Nemzeti Sírkertben helyezték végső nyugalomra.

## Díjak, elismerések
- A Magyar Köztársasági Érdemrend kiskeresztje (1994)[5]
- Déryné-díj[6]
- EMeRTon Életműdíj (2001)
- A Magyar Köztársasági Érdemrend tisztikeresztje (2007)
- Lyra-díj[7]
- Magyar Jótékonysági Díj (2010)

## Hanglemezei

### Nagylemezek
- Tűzpiros virág (1985)
- Csavargó fantáziám (1989)
- Gondolj néha rám (1989; előző lemezének bővített változata)
- Búcsúzni csak nagyon szépen szabad (1992; hivatalosan 2001-ben adták ki)
- Legkedvesebb dalaim (1997; újra felvett régi slágerek)
- Hangulatban (1999)
- Duett (duett-album Orosz Nellyvel) (2005; Musica Hungarica Kiadó)
- Donát úton nyílnak már az orgonák (2006)
- Mosolyogva búcsúzom (2007; Producers Kft.)
- Mosolyogva búcsúzom – 2. kiadás (2009; TT Recording)
- Tűzpiros virág (2014; az 1985-ös lemez bővített új kiadása)

### Kislemezek
- Breitner János – Z. Horváth Gyula: Veled is megtörténhet egyszer / Megszerettelek (1960)
- Szeretlek Budapest / Fényes Szabolcs – Bacsó Péter: Rejtély (a Fűre lépni szabad c. film betétdala, 1960)
- Ha könnyezni látom a két szemed / Bámulom az eget (1962)
- Szóba sem jöhet más tánc / Kék öböl (1964)
- Hová tűnt a sok virág / Ki emlékszik rá (1964)
- Balassa István: Üzenet / Éliás Tibor: Erzsike (Musica Hungarica Művészeti Kiadó, 1989)

### Válogatásalbum
- Slágermúzeum (2012)

Ezen kívül közel 30 válogatásalbumon hallható egy-egy dala.

## Könyv
- Rejtély. Kovács Erzsi emlékiratai. Sajtó alá rend. Csemer Géza; (Valójában Éliás Tibor írta a könyvet, de mivel Kovács Erzsi ragaszkodott "Az én Éliásom" című fejezet behelyezéséhez, így Tibor nem akarta kiírni a könyvre a nevét, nehogy azt gondolja az olvasó, hogy saját magát dicséri a fejezetben. Így "nincs" írója a könyvnek, s így került be Csemer Géza neve, akivel közösen "sajtó alá rendezték" a könyvet. Kiadó: Nosztalgia Kft., Bp., 1990. (a később Musica Hungarica névre keresztelt művészeti kiadó. ISBN 9630277425

## Emlékezete
Két film is készült Kovács Erzsi és Szűcs Sándor tragikus szerelméről:
- 2005-ben Szobolits Béla rendezett dokumentum-emlékfilmet Miért? – Egy tragikus szerelem története címmel.[8]
- 2022-ben Vitézy László dolgozta fel ugyanezt a témát  Az énekesnő című adaptációs filmdrámájában, melyben a Kovács Erzsiről mintázott szerepet Bánovits Vivianne játssza.[9]